# 石浦鹿介
石浦 鹿介（いしうら しかのすけ、1990年1月10日 - ）は、鳥取県鳥取市出身で宮城野部屋に所属した元大相撲力士。本名および旧四股名は石浦 将勝（いしうら まさかつ）。身長172.5cm、体重98.8kg。最高位は西前頭5枚目（2022年3月場所）。憧れの力士は体格の近い元関脇・鷲羽山。好物はステーキ、ワタリガニのトマトクリームパスタ。
現在は年寄・間垣として、伊勢ヶ濱部屋で後進の指導に当たっている。

## 来歴

### 高校卒業まで
鳥取城北高校相撲部・石浦外喜義（いしうら・ときよし、石川県出身）監督の長男として生まれ、幼少期から相撲をしていた。母も同校で養護教員を行っている。『暴れん坊将軍』のワンシーンで力士たちが褌を締めて戦う様子を見てかっこいいと思っていた所を父に「相撲をやってみるか」と提案され、「やりたい」と返答したことが相撲を始めたきっかけとされる。この経緯について石浦自身が「騙されたような気もする」とも語っていたとする父の証言も残されている。鳥取市立富桑小学校2年生の頃からは因幡相撲道場で本格的に稽古を始め、週2回の稽古の合間には野球や水泳にも打ち込んだ。幼少期は相撲より野球の方が好きであり、阪神タイガースに入団することを夢見ていた。当初は小柄であったため相撲でなかなか勝てず、道場まで送迎してもらっていた母には「絶対に稽古を見るなよ」と言っていた。一方でまだ相撲を本格的に始める前であった1年生の頃に6年生に噛みついて歯形を付けるなど負けん気の強さを見せていた。野球では左腕のエースとして活躍していたが、素質を見抜いた道場の倉本慎太郎監督に「お前は毎日稽古場に来い」と口説かれ、小学校高学年からは相撲一本に絞った。4年生の頃には体重が30㎏もなく、中国ブロック上位に入り全日本小学生相撲大会に出場した際には、90㎏もある北海道代表の選手に初戦で敗れた。中学校は鳥取城北高校と一貫練習を行っている鳥取市立西中学校に進学し、後に同じ宮城野部屋に入門することとなる山口雅弘（大喜鵬）とは、ここで面識を持ち始めた。中学時代は学校が近隣ではあったが寮生活を行っており、父からは「これからお父さんとお前はライバルだ。お父さんを超えられるようになれ。そのために外に出るんだぞ」と伝えられた。中学2年生の頃は相撲部の準レギュラーであった高校生に敗れ、厳しい顧問の教員に「気合が入ってない」と怒鳴られたこともあるという。石浦はその度に悔しがって稽古場の鉄砲柱に頭突きを加えたという。負けん気を活かして石浦は強くなり、2年時の全国中学相撲選手権大会で団体準優勝を果たし、3年次には全国都道府県相撲大会で個人3位に入賞。だが中学時代には鳥取城北高校から日本大学に進学するアマチュア相撲の既定路線を疑問視し、商業高校への進学を考えて簿記の勉強をしていた時期もあったが「相撲を辞めたら自分に何が残るか」と自問自答し、思い留まったという。高校は父親が相撲部監督を務めている鳥取城北高校に山口と共に進学。石浦家の2階（自宅は3階）ではあるが、寮暮らしをしていた。1学年下にはアディヤギーン・バーサンドルジ（貴ノ岩）がいた。高校在学中は入学直後のインターハイ予選で1位を獲得（2位は山口）し、小・中学時代のような破天荒なエピソードではなく相撲の実力で父を驚かせた。団体戦でレギュラーメンバー入りして団体優勝に導き、個人戦では2・3年次で全日本ジュニア体重別相撲選手権大会の軽量級で2連覇を達成（2年生の時がこの大会の第1回大会）。3年生の時には世界ジュニア選手権の軽量級で優勝し、この時に横綱の白鵬と知り合った。

### 大学時代の挫折から大相撲入門に至るまで
高校卒業後は日本大学文理学部に進み、引き続き相撲部に所属した。大学の1学年上には佐久間貴之（常幸龍）が、同学年には山口と岩崎拓也（英乃海）が、1学年下には遠藤聖大がいた。1年次に東日本学生個人体重別選手権の無差別級準優勝、2年次に全日本大学選抜十和田大会3位入賞などの実績を残したが、大学時代は体重別以外のタイトルとは無縁であり、団体戦にも出場できなかった。3年次途中から食べ過ぎに因る腸の病気を患い自信を喪失し、稽古にも身が入らなくなった。腸の病気によって100㎏あった体重は70㎏にまで落ち、手術するとまず相撲は取れなくなる状況ではあったが、手術は回避できた。しかし医者からはもう太ってはいけないと忠告され、太る必要のない競技しか選べなくなった。暫しの療養を経て、元から好きであった格闘技にも活路を見出そうとしていたが道場に通う15歳の少年や40代の男性に歯が立たなかったことを理由にわずか3か月で挫折した経験もある。父が語るには、負けはしないが打撃がさっぱり当たらなかったという。母は殴る蹴るを伴う格闘技には反対した上で、大相撲入りを提案したという。
2012年に大学を卒業した後は進路に悩み、一時オーストラリアに語学留学したり、格闘家を目指したりしていたが、同年7月に相撲のオーストラリア国内選手権で優勝した。
同時期に山口（改め大喜鵬）と貴ノ岩が関取昇進したこともあり、両者に刺激される形でプロ入りするを決意した。現地では予てより相撲を教えていたがこれに触発されて留学時代終盤には熱を帯びて指導をするようになったといい、帰国までに四股・腕立て・腹筋を毎日300回ずつこなした上で80kgを切った体重を大量の白米で100kg近くまで増やすことで大相撲に耐え得る肉体を取り戻した。翌月に日本へ帰国し、プロ入りに反対していた父親を「一度きりの人生だから」と言って説得。父の勧めにより帰国後は一旦国体選手になり、鳥取県代表として試合に出場。成績は団体でベスト8、個人でベスト16であった。同年12月24日に、山口に次ぐ白鵬の内弟子第2号として宮城野部屋へ入門することが発表され、「もう一度相撲を力いっぱい頑張ろうと思った」と語った。2013年1月場所、四股名を本名と同じ「石浦」として23歳で初土俵を踏んだ。元序ノ口の大田中（中村部屋）以来、実に17年ぶりの鳥取県出身力士だった。同期生は阿武咲、爆羅騎ら。父は貴乃花と親しかったことと鳥取城北の1学年下である貴ノ岩がいることから貴乃花部屋に頼もうかと思ったが、石浦自身は「どうせ行くなら一番強い人がいる所」という考えで宮城野部屋を選んだという。父は後に「小さい時は、1月生まれで損させてるなってお母さんとよく言ってたんです。4月生まれなら（同じ学年でも）もうちょっと大きな体でやれたのになって。でも、1月生まれだったから、大相撲に行けた」と振り返った。

### 入門から関取昇進まで
初めて番付に名前が載った2012年3月場所は序ノ口で7戦全勝優勝、5月場所も序二段で7戦全勝優勝と、2場所続けて各段優勝。本割での連勝記録も伸びていたが、三段目に昇進した7月場所の6番目の相撲で能登櫻に敗れて連勝記録は19でストップした。当場所7番相撲では阿武咲に勝ち、最終的に6勝1敗の成績を修め、翌9月場所は幕下に昇進した。幕下に昇進した後も快進撃を続け、わずか2場所で幕下15枚目以内に昇格した。東幕下5枚目まで昇進した2014年3月場所は3番相撲まで黒星続きであったがそれ以降7番相撲まで4連勝し、最終的に場所を4勝3敗と勝ち越しで終えた。翌5月場所は関取目前の西幕下2枚目で迎え、11日目には十両の魁と対戦したが、2勝5敗で初土俵以来の連続勝ち越しが止まった。以降も内規上十両昇進が見込める幕下15枚目以内に定着した。西幕下6枚目で迎えた2015年1月場所は1番相撲から土付かずの6連勝と好調で13日目の7番相撲で正代と全勝同士(勝者が当場所の幕下優勝)の対戦に敗れて優勝を逃した。7番相撲を終えた翌日の報道では「関取昇進は持ち越し」と伝えられたが、十両下位に成績不振者が多かったこともあり、場所後の番付編成会議で新十両昇進が決定。鳥取県出身の関取は第53代横綱・琴櫻以来、53年ぶりとなった。2016年11月場所後のインタビューで本人は「この場所で十両昇進を逃していたら、今も昇進できないままだったかもしれない」という趣旨のコメントを述べて振り返っていた。

### 関取昇進以降

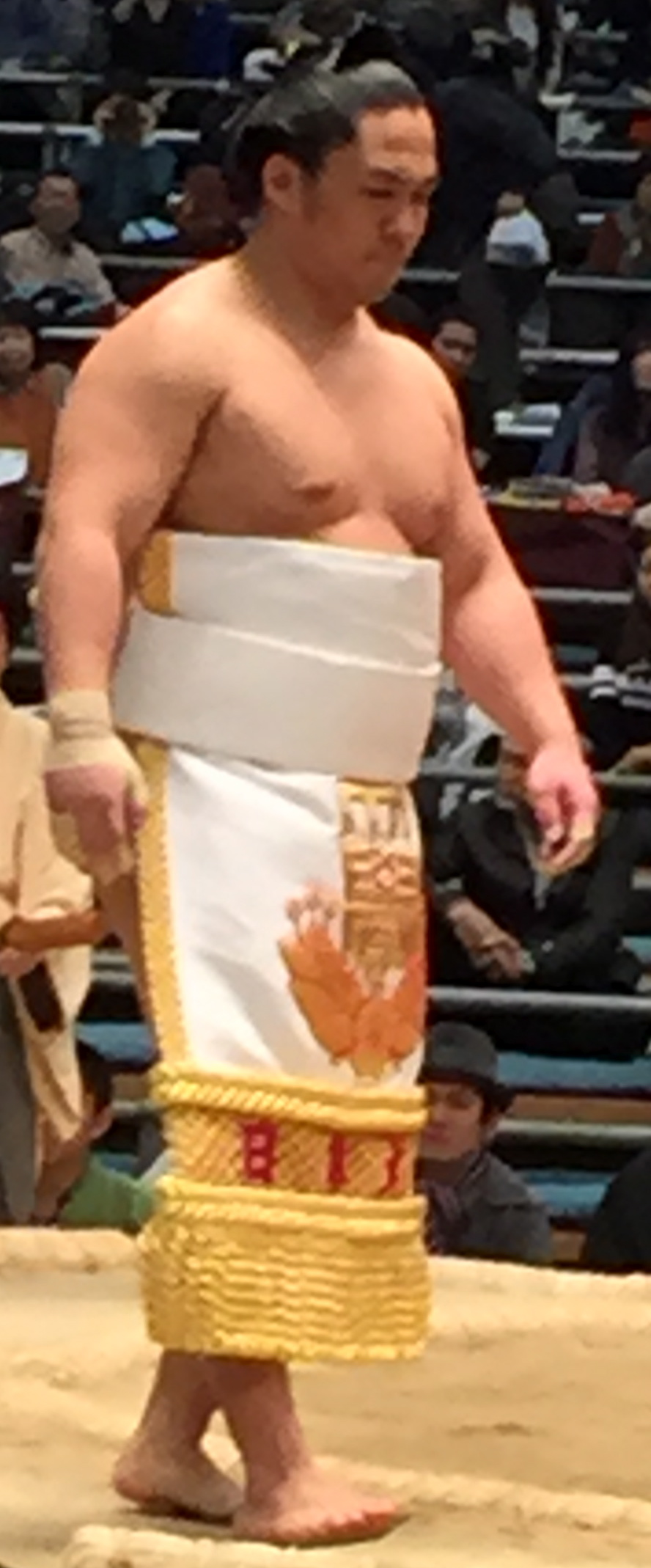
土俵入りでの石浦(平成27年3月場所)

新十両となった3月場所では、10日目の里山戦で足首を痛めたことで勝ち越しを危ぶまれたが、宮城野から「楽しんで来い」と言われ、10日目の4勝6敗から5連勝して最終的に勝ち越した。当場所の足首の怪我をきっかけに相撲が速くなったという。十両在位中は10勝以上の大勝ちをした場所は無かったが10敗以上の大負けをした場所も無いコンスタントな成績を続け、十両10場所目の2016年9月場所では東十両6枚目で9勝6敗の成績を修め、従来ならば十両に据え置かれる成績だったが、当場所は幕内下位に成績不振者が多かったこともあり、翌11月場所で新入幕となった。本名での新入幕は遠藤以来。石浦は福岡県篠栗町の宮城野部屋の宿舎で会見し「幕内は夢のまた夢だったので、まさかこんな日が来るとは思わなかった。変な感じです」と謙虚に喜びを語った。石浦はその上で「小さくても、どんどん前に出て相手が嫌がる相撲を取って、自分らしさを出したい」と抱負を述べた。鳥取県出身力士としては1963年の元横綱・琴櫻以来、53年ぶりの新入幕となったことについて石浦は、「先輩が偉大なので少しでも近づけるよう努力したいです。いま鳥取は地震で大変な時で避難している方もいます。一番でも多く勝って鳥取の皆さんを元気づけたいです」と話していた。
新入幕の場所では初日に黒星の後で2日目から10連勝と星を積み重ね、幕内の優勝争いにも絡んだ。12日目から4連敗となり10勝5敗で終わったが、石浦はこの好成績により初めての三賞となる敢闘賞を受賞した。この場所の活躍により石浦は生まれて初めて父親に褒められたという。同時期には筋力トレーニングに励んだりステーキを食べて良質なたんぱく質を摂取したりして体作りを試みた結果、2017年5月2日の力士会における体重測定で自己最高の118kgを計測した。2017年1月場所からは4場所続けて白星も黒星も二桁に乗らない波の少ない成績を残していたが、東の10枚目で迎えた9月場所は他の力士に慣れられたのか持ち味である中に潜り込む相撲を取らせてもらえず、何もできずに圧倒される相撲が多く見られた。結局3勝12敗と入門以来初めての二桁の負け越しとなり十両陥落。
1場所の十両暮らしを経て2018年1月場所に再入幕。この場所は中日まで4勝4敗であったものの後半に星が伸びて14日目に勝ち越しを果たし、最終的に9勝6敗。5月場所は11日目までに9敗を喫するが、12日目から千秋楽までを4連勝して6勝9敗と踏みとどまった。7月31日の夏巡業勝山場所では申し合いを11番行った。
2018年11月場所に2度目の十両陥落を喫し、この場所と翌2019年1月場所の十両暮らしを経て3月場所に3度目の入幕。その3月場所は6勝9敗と負け越し、幕内の番付が自分より下に2枚しかない状況であり番付運次第では十両陥落も有り得たが、1枚半下降の西前頭16枚目に踏み留まる形で翌5月場所の土俵を幕内で迎えられた。5月場所直前には3月場所の不調が胃腸炎によって8㎏体重が落ちてしまったことによるものだと本人の口から明かされ、当場所も場所を通して不調で、5勝10敗に終わって3回目の十両陥落。東十両2枚目で迎えた7月場所は9勝6敗と勝ち越しを決め、1場所で幕内に返り咲いた。
再入幕の9月場所は初日に敗れたあと6連勝。7日目の豊山戦では豊山の突きを辛抱強くあてがってしのぎ、気を見て懐に入って押し出して動きの良さを見せた。しかし、翌日から一転して5連敗で星が五分に戻ってしまう。13日目の照強戦は立ち合いの変化で勝利したが、14日目は十両の若隆景にもろ差しを許して一気に寄り切られ、7勝7敗で千秋楽を迎えることとなった。千秋楽は玉鷲との7勝7敗対決を寄り切りで制し、幕内では2018年初場所以来となる勝ち越しを決めた。しかし、本人はその後の支度部屋で「6勝1敗から勝ちを意識して硬くなってしまった。（そういう）弱い自分をなくさないと」とさらなる成長を誓っていた。
東前頭11枚目に番付を上げた11月場所は、序盤は一気に押し出される相撲が目立ち、5日目まで1勝4敗と不振。しかし、6日目から締め込みをそれまで締めていた金色から新十両時の深緑色に戻してから徐々に星が上がり、14日目に佐田の海を土俵際で突き落として自身初めての幕内で2場所連続の勝ち越しを決めた。千秋楽も大翔鵬に鮮やかな下手投げを決め、9勝6敗で締め括った。
2020年1月場所直前に不祥事（後述）を起こし、当場所の出場停止処分は免れたが6勝9敗で4場所ぶりに負け越した。翌3月場所は9勝6敗と勝ち越したが、7月場所は4勝11敗と大きく負け越した。当場所では、終盤に右足を負傷しており、翌9月場所は右距骨骨折の診断書を提出して初日から休場した。「約3週間の加療を要する見込み」と診断されていたが中日から途中出場し、4勝4敗7休と、負け越し扱いにはなったが中日以降の8日間に限れば五分の成績だった。
2021年1月場所より四股名の下の名前を「鹿介（しかのすけ）」と改めたが、当場所前に同部屋の力士が新型コロナウイルスに感染したことに伴い、濃厚接触者に該当する可能性があるとして同場所を全休した。翌3月場所の番付は事情が考慮されて、全休ながら1枚降下に留まった。

### 頸椎負傷による長期休場・引退
自己最高位の西前頭5枚目で迎えた2022年3月場所は、3日目の琴ノ若戦で土俵下に吹っ飛ばされた後に数十秒うずくまって立ち上がれないアクシデントが起こった。最終的には自力で立ち上がり、付け人の肩を借りることなく、顔を少しゆがめたまま花道を引き揚げた。この時の負傷により、協会に「頸椎症性神経根症の増悪により2週間程度の安静加療を要する」との診断書を提出して4日目から休場した。この時点で1勝のため残りを全休すると十両陥落が懸念されたが、11日目から再出場し最終的に2勝7敗6休の成績で翌5月場所は東前頭16枚目に残留した。しかし治療が長引き、当5月場所以降は休場を続け、翌年2023年5月場所では幕内在位経験者としては史上18人目となる序二段陥落となった。
5月場所終了後の2023年6月1日、日本相撲協会に引退届を提出し受理され、年寄「間垣」の襲名承認が発表された。白鵬の内弟子として入門したものの、白鵬（13代宮城野）と正式な師弟関係を持った期間は引退直前の10か月程度に過ぎず、「白鵬の弟子」として本場所の土俵に上がったことは1度も無いままだった。
同年6月7日に両国国技館内で行った引退会見では、相撲を続けると下半身不随になる危険性がある旨を主治医に告げられたため手術を受けて引退する道を選んだこと、三役の夢もあったが健康な体で子供の成長・家族を見守りたいと2022年の夏頃から考え始めていたことを語った。最高で130kg程度あった体重が引退直前の段階で100kg程度まで落ちたことも現役復帰が難しいと判断した理由とされる。思い出の取組として2021年7月場所8日目の宇良戦を挙げた。会見に同席した師匠には「石浦がいなかったら14年間、綱を張ることはできなかった」と称賛のコメントを受けた。会見において、引退相撲及び断髪式は翌2024年6月1日に予定されていることも明かされた。引退届の提出が番付編成会議の後だった関係上、翌7月場所の番付にも四股名が残り、西序ノ口15枚目に在位した。昭和以降で関取在位後に序ノ口に陥落した力士は15人いるが、最高位前頭から序ノ口以下まで陥落したのは琉鵬・舛ノ山・鏡桜・旭大星に次いで5人目であった。
宮城野部屋の北青鵬の暴行問題に伴う師匠問題において、自身は師匠代行に指名されることはなかった。因みに師匠代行として指名された玉垣は「宮城野部屋がない状態として指導するようにと言われている」と回答している。2024年3月28日、日本相撲協会の理事会で宮城野部屋は同年4月以降無期限で伊勢ヶ濱一門預かりとなり、宮城野部屋に所属する全員が同一門の伊勢ヶ濱部屋に転籍することを決定した。自身が年寄として所属していた部屋の閉鎖処分という特殊事情があるとはいえ、引退相撲開催前に部屋を転籍するのは異例。
2024年6月1日、両国国技館で引退相撲が行われた。2023年に引退相撲を開催した隠岐の海が隠岐古典相撲を披露したことに着想を得たという、伊勢ヶ濱部屋所属力士と母校・鳥取城北高校相撲部レギュラーメンバーの対抗戦（結果は伊勢ヶ濱部屋の4勝1敗）などを開催。弓取りは弟弟子の炎鵬が担当。断髪式では、引退時の師匠だった13代宮城野ら約300人が鋏を入れ、最後の止め鋏は9代伊勢ヶ濱（元横綱・旭富士）が入れた。引退相撲は部屋閉鎖騒動の影響で一時期開催が危ぶまれたが、伊勢ヶ濱の厚意で開催が実現したとのこと。鋏を入れた1人の13代宮城野親方へは「声をかけられなかったら、プロに入っていない。宮城野親方がいなかったらと想像したら、考えるだけで怖いです」と感謝した。

## 取り口
- 入門当初は100㎏に満たなかった体格に合わせ、投げや足技などを駆使した相撲ぶりを特徴としていた[2]。
- 十両時代や取的時代には前述のとおり足技や八艘飛びなどの多彩な技を駆使した。
- 入幕したころからは正攻法の立合いが多くなり、2017年3月場所中一度も立合い変化をしなかったことなどはその好例であった[50]。
- 2017年1月場所前の座談会ではお笑い芸人のチロが「舞の海さんとはタイプが違いますね」と感想を述べており「当たって左に動くことはあっても、立合いでいきなり変化することはないですからね。あの体で立派ですよ」と評価していた[51]。
- ウエイトトレーニングなどで鍛えた筋肉が高く評価されていたが、父は寧ろ機敏な動きを評価していた[52]。
- 石浦自身もテレビのインタビューで巨体の力士を相手にすることに関して「あれはでかいだけだと思うことにしている」などと自分の機動力に自信を持っているかのような発言をしたことがある[52]。
- 父はまた、舞の海と石浦はかなり違うタイプの力士同士であるとしており、父は自著で「日本相撲協会の力士データによれば、舞の海の決まり手は、下手投げ38%、送り出し14%、その他36%でした。これに対して石浦の決まり手は、押し出し19%、寄り切り17%、送り出し13%、その他51%になっています（2017年3月場所終了時点での、過去6場所の取組結果に基づいて算出したもの）。（中略）このように石浦は、まだ舞の海ほど多彩な技を知らないという面もあるでしょうが、意外に寄り切り、押し出しなどの正攻法の攻めが多いという特徴があります。石浦が幕内最軽量の小兵ながら、2016年11月場所で10連勝し、敢闘賞までもらえたのは、動きのよさに加えて、正面からの正攻法を心掛けていたからだと思います」と解説していた[53]。
- 2017年5月場所6日目の妙義龍戦では、ロケットのように突っ込んで体格で勝る突き押し力士の妙義龍を押し出したことが話題になった[54]。石浦には押しの力もあることを表わす一番であった。
- 現役時代、90㎏の軽量を活かして走るしかなかった父に似て相撲が速く[55]、2017年7月場所などは5秒以内で終わった相撲が15番中6番、3秒以内が6番であった[56]。

## エピソード

### 学生・アマチュア時代
- 大学時代にはダンスクラブのガードマンをアルバイトでしていたこともある[57]。
- オーストラリア留学時代、現地の相撲の大会に出たらたまたま会場に映画監督がいて声をかけられ、オーディションに合格して映画『X-MEN』シリーズの敵役が決定したが、撮影間近に辞退[58]。
- アマチュア時代の山口との稽古について「稽古はまるで喧嘩でした。たまにこっちが勝つと顔を張ってきた」と述懐していた[10]。

### 相撲・取組関連
- 「角界のオシャレ番長」として知られており、ドイツ製の高級スーツケース「RIMOWA」を愛用（2個所持）。好きなファッションブランドはステューシー、ワコマリア、シュプリームなどストリート系。音楽はレゲエを好む。
- 序ノ口時代には白鵬、大喜鵬と共に雑誌『相撲』2013年4月号の表紙を飾ったが、元横綱でありNHK解説者を務めている北の富士勝昭はこの様子を「白鵬の公私混同」と指摘している[59]。
- 取的時代は白鵬の付け人についていたため白鵬の記者会見に同伴することも少なくなかったが、関取昇進会見では「見慣れているはず（の光景）なのに、記者会見で自分にカメラが向くなんて…」と初々しい様子をみせていた[60]。
- 現役時代は宇良をライバル視していた。2017年2月20日に好角家で知られるアイドルの山根千佳とトークショーを行い、同年3月場所で新入幕確実の宇良に対抗心を燃やした。参加者からライバルを問われると「宇良関ですね」と即答。「昔やった時は意識しないようにしてたけど、勝ちに行きます。（宇良は）面白い相撲取りますからね。負けたくない」と同じ小兵として意識していることを明かした。山根から対策を問われると「引かずに我慢すること」と話した[61]。
- 父は最終的に入門に関しては石浦の意思次第だと考えていたが、石川にいる父の兄たちは猛反対であり「親も親だ。何をやっとるんだ。大体、自分の子供に甘すぎるんだよ」などと散々な言いようであった。ところが、父の兄たちは石浦が入幕するや否や熱狂的な応援者に立場を変え、石浦場所座布団も父の兄たちが用意した[62]。
- 2018年頃には、自身より短身かつ軽量の弟弟子・炎鵬との稽古の中で「大きい人の気持ちがわかった。もっと相手の嫌がることをやらないと」とヒントを得ていた[63]。
- 2019年11月場所の8日目には錦木相手に幕内では1994年9月場所で舞の海が決めて以来27年ぶりとなる「三所攻め」という珍手を繰り出した。しかし、完全な体勢の三所攻めではなかったため、9日目のNHK大相撲解説を担当した北の富士勝昭は「（昨日は）舞の海が解説だから、顔を立てたかったんじゃないの？」と話していた。

### 巡業関連
- 2017年4月8日に行われた春巡業藤沢場所では子どもとの稽古に参加したが、そこで男の子のまわしをつかんで振り回したら手を滑らせて子供を落としてしまった。会場は笑いにつつまれたが、男の子はどうやら急所を打ったようで、泣き顔。それでも大事には至らず、石浦は「焦りました」と冷や汗をかいていた[64]。
- 2017年10月26日の秋巡業鳥取場所では十両力士らと12番取って8勝。鳥取市内で14年ぶりに開かれた巡業に「14年前は中学生で手伝いをしていた。お相撲さんはデカイなと。まさか、14年後に自分が帰ってくるとは不思議」と感慨に浸っていた。また、会場の幟を見て「石浦の幟が少ないな」と苦笑いしたが「元気をもらったので、今度は皆さんに元気を与えられるように」と誓っていた[65]。
- 当たり負けしない体をつくるため、多忙な巡業中は「量より質」とトレーニングの負荷を高めていた。1セット40回の腕立て伏せなら、半分は床を強く押して上体を起こし、空中で手をたたく。「力士はアスリート」と言い切る理論派らしいメニューで、バーベルやマシンが使えない巡業を乗り切っていた[66]。

### 身体的特徴
- 生まれつき左利き。父に食事や筆記で右利きに矯正されかけたが「ふてくされてご飯を食べなかった」と反抗したことがあり、それ以来無理に父は矯正をしなくなった[67]。野球の打撃だけ右打ち[68]。
- 現役時代にはフルスクワット300kg・ベンチプレスも200kgを上げていた。高校時代の50m走のタイムは6秒3。立ち幅跳びの3メートルは校内1位であった[68]。2017年4月に出版されたの父の著書によると、握力は右70㎏・左90㎏[67]。
  - 2018年初頭頃は、高い筋力を培うために和田良覚をウエイトトレーニングのトレーナーとして採用していた[69]。
- 2019年3月場所のAbemaTVの相撲中継を見た視聴者の間では、石浦の鍛え上げられた上向きの尻が話題になった[70]。

### 懸賞金・タニマチ・ファンクラブ関連
- 石浦姓の豪族は加賀一向一揆で織田軍に鎮圧されて全国に離散したが、その多くは今の富山、石川や京都などに居を構え、金沢には石浦神社がある。そんなルーツをたどりながら「石浦姓で集まろう」と自然発生的に「全国石浦会」が発足した。石浦の新十両を機に不定期ながら、都内や巡業地での激励会や食事会などで、石浦を勝手連的に応援していた。石浦の父・祖父も出身は石川県であり、そのため「会う人はみんな初めてなのに、最初から仲間意識、連帯感がありました」と石浦は語った。新十両時に同会の宣伝部長に任命され、2016年11月場所から専務に“昇格”した[71]という。また、自身の引退時には、同性のレーシングドライバーである石浦宏明が引退すると間違えられ、6月1日のツイッタートレンドには『石浦引退』がトレンド入りしていた。ちなみに2人は以前からの知り合いであり、石浦宏明に対してもLINEで引退の挨拶を送っていた[72]。
- 2017年1月7日、東京都江東区で「マクラーレン東京」から、同社が2014年に発売した緑色のスポーツカー「650S」がデザインされた化粧まわしを贈呈された。同社によれば自動車輸入会社から角界に化粧まわしを提供するのは初[73]。同年1月場所はマクラーレン・650Sで場所入りした。
- 2017年1月6日、1月場所から大和証券から懸賞が設定された。日本相撲協会によると証券会社の懸賞は過去に例はあるが珍しいという。大和証券は「弊社がターゲットにしている年齢層と大相撲ファンの年齢がマッチしている。相撲は今注目を集めているので我々を覚えていただきたい」と説明[74]した。

### 趣味・嗜好・験担ぎなど
- 2015年の1年間ではタクシー代を100万円以上費やし、以降浪費を反省して前々から興味があったピストを購入し経費を浮かせた。石浦自身は「20キロ圏内ならこれで移動できる。足腰の鍛錬にもなりますから」と述べていた[75][76]。
- 負けるまで髭を剃らない験担ぎを取的時代から断続的にやって居た。取材では「怒られたら剃りますけど…。剃る機会が少ないようにしたいですね」と語っていた[68]。2016年11月場所11日目には9連勝中だったものの「汚くなってきたから…」という理由で髭を剃った。同日の取組には勝利し10連勝を記録した[77]。
- 「ちびっ子ギャング」の異名を取った元関脇の鷲羽山を理想の力士としていた。2016年11月場所の場所入り前には映像を見ていたという。
- プロ野球は阪神ファン。
- 趣味はキャッチボールで、大学時代に貯金をはたいて黒地に赤と緑の線が入ったグラブを特注したほど[68]。
- 大銀杏を結ってもらう間には必ずガムを噛んでいたという。
- 2017年5月23日から、自身がパッケージを手掛けたロッテ「キシリトールガム」が全国発売された。パッケージの色は「テンションを上げられるように」と、大好きなレゲエをイメージして黄・赤・緑を採用。さらに柄には「相撲と分かるように」と桜や綱、軍配うちわなどが散りばめられていた。発売開始日の朝、完成品を手にすると「かっこいいっすねー」と気持ちを上げていた。
- 2017年7月場所中日は魔除けの意味の生首と幽霊の染め抜きで場所入りした[78]。
- 協会公式プロフィールによると、好きな歌手はザ ブルーハーブ、趣味はサウナ、好物は寿司、好きなテレビ番組は『水曜日のダウンタウン』、好きな漫画は『ザ・ファブル』[79]。

### 食生活
- 好物はさんまの蒲焼き。2016年12月4日に年冬巡業大分場所が始まった際には関取最軽量114kg（当時）の体重を減らさないよう、さんまのかば焼き缶詰を持参。「昔から好きなんです。巡業の弁当は揚げ物が多いんで、魚を食べて体重を保ちたい」と話していた。[80]。
- 現役時代は納豆と塩サバも常食していた。2017年1月に行われたインタビューでは「九州場所の昼飯は、ご飯とみそ汁に加えて毎日食べました。鳥取出身なので塩サバは大好物で、そのコンビは最高。（地元では）スーパーで安いのを買っても脂がのり、おいしいんです。でも、東京で塩サバを買ったら、めっちゃ干からびていてショックでした。今は地元から送ってもらっています」と語っていた[81]。
- 中学・高校時代は父と同様に食事稽古にはあまり熱心でなかったようであり、父が食事に誘っても「お父さんと行くと食べさせられるから嫌だ」と断っていた[8][82]。
- 飲酒は筋肉に悪い影響があるとして、極力しなかった[83]。

### 妻子
- 2017年5月場所・宮城野部屋の千秋楽パーティーにおいて宇都宮市出身の23歳の女性と同年4月8日に入籍したことを発表した。結婚を報告した際には「責任が自分一人のものではなくなった。食べさせていけるように、より一層頑張りたい」と話していた[84][85]。
- 妻との出会いは白鵬がテレビ出演した際に、自身が付け人として付いて行った後の食事会。白鵬に醤油をスッと持っていった気遣いの良さに好感を持ったという[86]。
- 2017年10月1日に東京都内のホテルで結婚披露宴を開き、伊勢ヶ濱一門の関取衆や後援会の関係者など招待客500人が出席して祝福を受けた。元NHK会長の海老沢勝二からは「助け合いと思いやりの気持ちで明るい家庭を作り、九州場所では一から出直す気持ちで頑張ってください」とはなむけと激励の言葉を受け、それに対して石浦は「秋場所は負けて帰っても笑顔で迎えてくれて申し訳ないと思いました。これからは自分一人ではないので、幸せになってもらうため自分の相撲を取り切って頑張ります」と九州場所での再起を誓っていた[86][87]。
- 2018年5月2日、第一子となる長男が誕生[88]。引退時点では2男1女の父。

## 稽古中の喧嘩騒動
2020年1月4日、宮城野部屋で三番稽古の最中に幕下の宝香鵬にダメ押しをされたと立腹した石浦が膝蹴りをしたことから殴り合いの喧嘩になり、白鵬が両者の間に入って仲裁した様子を撮影した写真がスポーツ各紙に掲載された。激しい稽古で感情が剥き出しになったなど考慮される点もあったが、師匠の宮城野は高島理事に報告しており、この時点では稽古中のことで不問に付す旨を伝えられた。石浦は「熱くなってしまった。冷静にならないといけない」と話した。
同月6日、日本相撲協会はこの件について八角理事長が協会コンプライアンス委員会（青沼隆之委員長＝元名古屋高検検事長）に事実関係の調査と処分意見の答申を委嘱したと発表した。同委員会の答申を受けて理事会で処分について審議されるという。7日には都内で同委員会の聴取を受け、同日に行われた明治神宮の奉納土俵入りには迷惑をかけたという理由で参加せず、代理で伊勢ヶ濱部屋の照強が白鵬の露払いを務めた。
相撲協会は8日、9日に行われる緊急理事会で処分の決定を行うことを発表。「握り拳で殴ること」は大相撲の禁じ手で稽古中のそれも暴力禁止規定に違反しており、芝田山広報部長は「このまま場所をまたがせていいのかというのはあった。（初場所で）相撲を取らせていいのか、ダメなのか、そういう問題もある」と話した。9日に行われた緊急理事会で、石浦は1ヵ月20％の減俸とけん責、宝香鵬はけん責、師匠の宮城野は3ヵ月20％の減俸処分が言い渡された。処分通知のときは、八角理事長が「こういう処分にするけれど次やったらありえない」と厳しく注意したという。処分通知の後、宮城野部屋に帰ってきた石浦は取材に応じ、「真摯に受け止めて。自分の自覚が足りませんでした」と反省の弁を述べた。
関取の暴力事案は一場所出場停止が処分基準とされるが、白熱した稽古の途中で突発的に起こった事案で、両者が過去に暴力事案を起こしたことはなく両者の間にトラブルは無かったことや、両者に怪我はなく深く反省していたことなどをコンプライアンス委員会は考慮し、理事会でも処分案通りの決定となった。
協会の暴力禁止規定に違反していながら軽微な処分で済んだことに対して相撲ファンと自称する者の間からは「貴ノ富士や拓郎と比べても明らかに不公平な処分」と処分が甘いとする声もあった。

## 主な成績
- 通算成績：350勝321敗108休（62場所）
- 幕内成績：161勝186敗43休(26場所)
- 各段優勝
  - 序二段優勝：1回（2013年5月場所）
  - 序ノ口優勝：1回（2013年3月場所）
- 三賞
  - 敢闘賞：1回（2016年11月場所）

### 場所別成績
| | 一月場所 初場所（東京）   | 三月場所 春場所（大阪）   | 五月場所 夏場所（東京）   | 七月場所 名古屋場所（愛知） | 九月場所 秋場所（東京）  | 十一月場所 九州場所（福岡） |
| --- | ------------------------- | ------------------------- | ------------------------- | --------------------------- | ------------------------ | --------------------------- |
| 2013年 （平成25年） | （前相撲）                | 西序ノ口6枚目 優勝 7–0    | 西序二段8枚目 優勝 7–0    | 西三段目17枚目 6–1          | 東幕下41枚目 5–2         | 西幕下25枚目 6–1            |
| 2014年 （平成26年） | 西幕下11枚目 5–2          | 東幕下5枚目 4–3           | 西幕下2枚目 2–5           | 東幕下11枚目 5–2            | 西幕下6枚目 3–4          | 東幕下10枚目 4–3            |
| 2015年 （平成27年） | 西幕下6枚目 6–1           | 東十両14枚目 9–6          | 東十両11枚目 8–7          | 東十両9枚目 6–9             | 東十両12枚目 8–7         | 東十両10枚目 7–8            |
| 2016年 （平成28年） | 東十両10枚目 8–7          | 西十両8枚目 8–7           | 東十両6枚目 8–7           | 東十両5枚目 7–8             | 東十両6枚目 9–6          | 東前頭15枚目 10–5 敢        |
| 2017年 （平成29年） | 西前頭9枚目 6–9           | 西前頭11枚目 7–8          | 西前頭11枚目 8–7          | 西前頭8枚目 7–8             | 東前頭10枚目 3–12        | 西十両筆頭 8–7              |
| 2018年 （平成30年） | 東前頭15枚目 9–6          | 東前頭12枚目 7–8          | 東前頭13枚目 6–9          | 東前頭15枚目 7–8            | 西前頭16枚目 4–11        | 東十両5枚目 8–7             |
| 2019年 （平成31年 /令和元年） | 西十両3枚目 9–6           | 東前頭15枚目 6–9          | 西前頭16枚目 5–10         | 東十両2枚目 9–6             | 東前頭15枚目 8–7         | 東前頭11枚目 9–6            |
| 2020年 （令和2年） | 西前頭10枚目 6–9          | 東前頭12枚目 9–6          | 感染症拡大 により中止     | 東前頭8枚目 4–11            | 西前頭13枚目 4–4–7       | 東十両3枚目 8–7             |
| 2021年 （令和3年） | 東十両筆頭 休場 0–0–15    | 東十両2枚目 9–6           | 東前頭16枚目 7–8          | 西前頭16枚目 9–6            | 東前頭12枚目 休場 0–0–15 | 東前頭12枚目 7–8            |
| 2022年 （令和4年） | 東前頭12枚目 11–4         | 西前頭5枚目 2–7–6         | 東前頭16枚目 休場 0–0–15  | 西十両10枚目 休場 0–0–15    | 東幕下10枚目 休場 0–0–7  | 西幕下50枚目 休場 0–0–7     |
| 2023年 （令和5年） | 西三段目30枚目 休場 0–0–7 | 西三段目90枚目 休場 0–0–7 | 西序二段60枚目 休場 0–0–7 | 西序ノ口15枚目 引退 –       | x                        | x                           |
| 各欄の数字は、「勝ち-負け-休場」を示す。 優勝 引退 休場 十両 幕下 三賞：敢=敢闘賞、殊=殊勲賞、技=技能賞 その他：★=金星 番付階級：幕内 - 十両 - 幕下 - 三段目 - 序二段 - 序ノ口 幕内序列：横綱 - 大関 - 関脇 - 小結 - 前頭（「#数字」は各位内の序列） |                           |                           |                           |                             |                          |                             |

### 幕内対戦成績
| 力士名   | 勝数 | 負数 | 力士名   | 勝数 | 負数 | 力士名   | 勝数 | 負数 | 力士名   | 勝数 | 負数 |
| -------- | ---- | ---- | -------- | ---- | ---- | -------- | ---- | ---- | -------- | ---- | ---- |
| 碧山     | 4    | 4    | 朝乃山   | 0    | 5    | 明瀬山   | 1    | 0    | 天空海   | 2    | 2    |
| 東龍     | 0    | 1    | 阿炎     | 1    | 0    | 安美錦   | 1    | 0    | 荒鷲     | 2    | 3    |
| 勢       | 3    | 4    | 逸ノ城   | 2    | 0    | 一山本   | 1    | 1    | 宇良     | 1    | 2    |
| 遠藤     | 0    | 1(1) | 阿武咲   | 0    | 4    | 王鵬     | 1    | 0    | 大砂嵐   | 1    | 0    |
| 隠岐の海 | 2    | 7    | 魁聖     | 4    | 4    | 臥牙丸   | 1    | 1    | 輝       | 5    | 7    |
| 旭秀鵬   | 2    | 0    | 旭大星   | 2    | 0    | 霧島     | 0    | 1    | 琴恵光   | 5    | 2    |
| 琴奨菊   | 2    | 4    | 琴勝峰   | 0    | 1    | 琴ノ若   | 4    | 1    | 琴勇輝   | 4    | 4    |
| 佐田の海 | 8    | 6    | 志摩ノ海 | 3    | 4    | 正代     | 0    | 2    | 松鳳山   | 1    | 4    |
| 蒼国来   | 1    | 2    | 大奄美   | 4    | 1    | 大栄翔   | 2    | 5    | 大翔鵬   | 1    | 2    |
| 大翔丸   | 8    | 2    | 貴景勝   | 1    | 1    | 貴源治   | 1    | 0    | 貴ノ岩   | 1    | 3    |
| 隆の勝   | 2    | 3    | 髙安     | 0    | 1    | 宝富士   | 1    | 4    | 豪風     | 1    | 3    |
| 玉鷲     | 2    | 3    | 千代鳳   | 1    | 1    | 千代翔馬 | 6    | 5    | 千代大龍 | 4    | 6    |
| 千代の国 | 0    | 7    | 千代丸   | 7    | 6    | 剣翔     | 4    | 2    | 照強     | 5    | 5    |
| 照ノ富士 | 1    | 0    | 德勝龍   | 2    | 3    | 栃煌山   | 4    | 2    | 栃ノ心   | 3    | 5    |
| 翔猿     | 1    | 0    | 友風     | 0    | 1    | 豊ノ島   | 2    | 0    | 豊響     | 1    | 0    |
| 錦木     | 6    | 4    | 英乃海   | 2    | 1    | 豊昇龍   | 0    | 1    | 北勝富士 | 3    | 3    |
| 妙義龍   | 4    | 2    | 明生     | 0    | 4    | 矢後     | 1    | 0    | 豊山     | 5    | 5    |
| 嘉風     | 0    | 2    | 竜電     | 5    | 3    | 若隆景   | 0    | 1    | 若元春   | 0    | 1    |

## 改名歴
- 石浦 将勝[注 10]（いしうら まさかつ）2013年1月場所 - 2020年11月場所
- 石浦 鹿介（-しかのすけ）2021年1月場所 - 2023年7月場所

## 年寄変遷
- 間垣 喜翔（まがき よしと）2023年6月1日 -

## ギャラリー

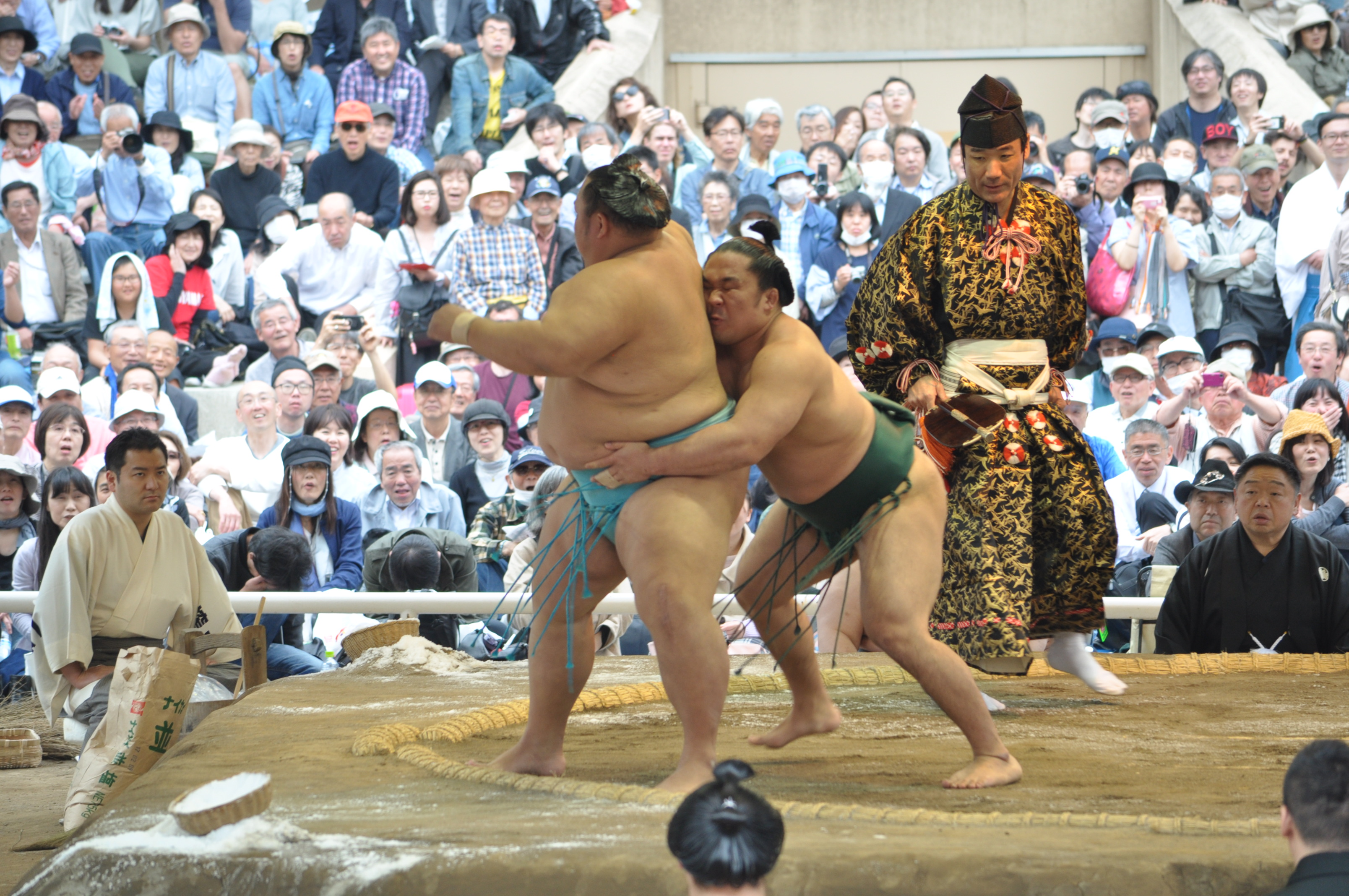
靖国神社奉納大相撲 石浦関の相手は琴勇輝関（2017年4月17日撮影）